# Greatest Shit
Greatest Shit – dwupłytowy album kompilacyjny niemieckiego zespołu industrialnego KMFDM, zawierający największe hity grupy ze wszystkich lat aktywności muzycznej. Wydany został 28 września 2010 roku. Większość utworów na albumie to edytowane lub singlowe wersje utworów. Równocześnie z Greatest Shit ukazała się jednopłytowa kompilacja Würst zawierająca utwory z CD1 wersji dwupłytowej.

## Lista utworów
CD1
1. "D.I.Y" (Edit) - 4:19
2. "Tohuvabohu" (Edit) - 4:44
3. "Son of a Gun" (Overhauled Mix Edit) - 3:33
4. "Juke Joint Jezebel" (Single Mix) - 4:10
5. "Naïve" (Edit) - 3:44
6. "Sucks" (12” Mix Edit) - 3:57
7. "Hau Ruck" (Edit) - 3:26
8. "More & Faster" - 3:32
9. "Money" (Radio-Mix) - 3:50
10. "Megalomaniac" (Single Mix Edit) - 3:10
11. "Virus" (12” Mix Edit) - 4:11
12. "Light" (Cellulite Radio Mix) - 3:49
13. "Anarchy" (Edit) - 4:04
14. "Vogue" (Edit) - 3:00
15. "Split" (12” Mix Edit) - 3:54
16. "WWIII" (Edit) - 4:29
17. "Godlike" (12” Mix Edit) - 4:04
18. "A Drug Against War" (Single Mix) - 3:42
19. "Power" (Single Mix Edit) - 3:08

CD2
1. "Go to Hell" (Fuck MTV Mix Edit) - 4:06
2. "Don't Blow Your Top" (Edit) - 3:10
3. "Looking for Strange" (Edit) - 3:57
4. "Ultra" (Album Edit) - 3:41
5. "Itchy Bitchy" - 3:36
6. "Dogma" - 4:07
7. "Strut" (Edit) - 4:38
8. "Kickin' Ass" (Edit) - 2:44
9. "Free Your Hate" (Edit) - 4:47
10. "Terror" (Edit) - 4:20
11. "Adios" - 3:55
12. "Trust" (Edit) - 3:42
13. "Waste" - 3:40
14. "Attack/Reload" (Edit) - 3:35
15. "Glory" (Edit) - 3:23
16. "Sturm & Drang" (Edit) - 3:42
17. "Never Say Never" (Edit) - 3:49
18. "Rules" (Edit) - 3:24
19. "That's All" (Edit) - 4:38